# Werner Zahn
Werner Zahn (ur. 15 listopada 1890 w Wiesloch, zm. 1 stycznia 1971 w Wolfenbüttel) – niemiecki bobsleista, złoty medalista mistrzostw świata.

## Kariera
Walczył jako pilot podczas I wojny światowej.
Największy sukces w karierze osiągnął w 1931 roku, kiedy reprezentacja Rzeszy Niemieckiej w składzie: Werner Zahn, Robert Schmidt, Franz Bock i Emil Hinterfeld zwyciężyła w czwórkach podczas mistrzostw świata w Sankt Moritz. Był to jednak jego jedyny medal wywalczony na międzynarodowej imprezie tej rangi. Podczas treningu w czasie igrzysk olimpijskich w 1932 złamał rękę, co wyeliminowało go z zawodów.